# Dragåstärnan
Dragåstärnan är en sjö i Sandvikens kommun i Gästrikland och ingår i Gavleåns huvudavrinningsområde. Sjön är 3,5 meter djup, har en yta på 0,0328 kvadratkilometer och är belägen 73 meter över havet.

## Delavrinningsområde
Dragåstärnan ingår i det delavrinningsområde (670840-155591) som SMHI kallar för Ovan 670903-155370. Medelhöjden är 84 meter över havet och ytan är 16,11 kvadratkilometer. Det finns inga avrinningsområden uppströms utan avrinningsområdet är högsta punkten. Fänjaån som avvattnar avrinningsområdet har biflödesordning 2, vilket innebär att vattnet flödar genom totalt 2 vattendrag innan det når havet efter 42 kilometer. Avrinningsområdet består mestadels av skog (55 procent), jordbruk (16 procent) och sankmarker (17 procent).